# Polaris live (Special Edition)
Polaris Live es un álbum en vivo de la banda finlandesa de power Metal Stratovarius. Salió a la venta el 21 de mayo de 2010 junto con el álbum Polaris. Las canciones en directo fueron grabadas durante la gira "Stratovarius North Atlantic Isles Tour 2009". El 20 de enero del 2016 Victor Entertainment lanzó el álbum en vivo únicamente en Japón.

## Lista de canciones
| 1. "Deep Unknown" - 4:30 2. "Falling Star" - 4:35 3. "King of Nothing" - 6:45 4. "Blind" - 5:30 5. "Winter Skies" - 5:52 6. "Forever Is Today" - 4:43 7. "Higher We Go" - 3:50 8. "Somehow Precious" - 5:40 9. "Emancipation suite: I Dusk" - 7:00 10. "Emancipation suite: II Dawn" - 3:42 11. "When Mountains Fall" - 3:13 | 1. "Destiny" - 10:12 2. "Hunting High And Low" - 5:06 3. "Speed Of Light" - 3:13 4. "Kiss Of Judas" - 6:54 5. "Deep Unknown" - 5:08 6. "A Million Light Years Away" - 5:33 7. "Bach: Air Suite" - 2:16 8. "Winter Skies" - 5:19 9. "Phoenix" - 6:07 10. "SOS" - 3:55 11. "Forever Is Today" - 5:14 12. "King Of Nothing" - 6:39 13. "Father Time" - 5:18 14. "Higher We Go" - 4:07 |

## Miembros
- Timo Kotipelto - Voces
- Matias Kupiainen - Guitarra
- Lauri Porra - Bajo
- Jens Johansson - Teclado
- Jörg Michael - Batería